# Chiến thuật Caracole
Chiến thuật Caracole hay Quầng ngựa (tiếng Tây Ban Nha: Caracol) là một chiến thuật kỵ binh tác chiến theo đội hình đơn vị. Chiến thuật này tương tự chiến thuật Vòng tròn Cantabri.

## Mô tả
Chiến thuật này được ghi nhận là đã được sử dụng bởi các quân đội châu Âu vào giữa thế kỷ 16 trong nỗ lực tích hợp vũ khí thuốc súng vào chiến thuật kỵ binh. Lính kỵ binh sẽ được trang bị một hoặc nhiều súng wheellock hoặc các loại súng tương tự khác.
Kỵ binh sẽ được tập hợp đội hình và tiến dần về mục tiêu của họ ở tốc độ thấp hơn tốc độ phi nước đại một chút, họ di chuyển trong đội hình kỵ binh tới 12 hàng. Khi hàng kỵ binh đầu di chuyển đến gần đối mặt với đội hình của kẻ thù, họ sẽ bắn súng. Sau đó, hàng ky binh đầu sẽ di chuyển tách sang trái và sang phải, rồi di chuyển về hàng cuối cùng của đội hình chiến đấu. Hàng kỵ binh thứ hai sẽ tiến lên bắn sau đó nhanh chóng di chuyển về hàng sau, cứ thế cứ lặp đi lặp lại, cả đội hình chiến đấu luân phiên với nhau, tấn công quân thù bằng từng hàng ngựa. Hàng nào lùi dần về phía sau thì nạp đạn chuẩn bị cho đợt bắn mới.

## Sử dụng
Chiến thuật này được ghi nhận sử dụng trong các trận đánh:
- Trận Pinkie, năm 1547.
- Trận Dreux, năm 1562.
- Trận Mookerheyde, năm 1574.
- Trận Turnhout, năm 1597.
- Trận Nieuwpoort, năm 1600.
- Trận Wenden, năm 1601.
- Trận Klushino, năm 1610.
- Trận Gniew, năm 1626.
- Trận Lund, năm 1676.